# حسین عبدالرحمن
حسین عبدالرحمن (انگلیسی: Houssen Abderrahmane؛ زادهٔ ۳ فوریهٔ ۱۹۹۵) بازیکن فوتبال اهل موریتانی است.
وی همچنین در تیم ملی فوتبال موریتانی بازی کرده‌است.